# Оловни војници
Оловни војници (енгл. Toy Soldiers) је филм из 1991. године, у режији Денијела Петрија млађег, који је заједно са Дејвидом Кепом написао сценарио.
Терористи упадају у интернат који похађају само дечаци и држе ученике за таоце, захтевајући ослобађање нарко-краља. Међутим, група бунтовних дечака одлучује да узврати ударац.

## Радња
Колумбијски терориста Луис Кали и група саучесника нападају зграду суда у Боготи како би спречили изручење у Сједињене Државе његовог оца, вође нарко картела Енрикеа Калија. Али он је већ превезен у САД и бандити морају да одлете у хеликоптеру са судијом узетом као таоцем, ког бацају у палубу, одлетевши даље. Не напуштајући своје намере, криминалци се селе у Сједињене Државе, где заузимају елитни интернат, где уче деца америчке елите. Један од ученика је син судије укљученог у случај Енрикеа Калија, али је током суђења дечак одстрањен из школе, за шта криминалци нису знали. Међутим, Луис и његови људи преузимају школу, минирају зграду и узимају ученике за таоце. Схвативши да нема довољно људи да чува све таоце, Луис упозорава да ако и један талац побегне, петоро ће бити стрељано. Сваког сата током дана таоци се броје. Један од наставника, бивши војник, Паркер, који је у тренутку заплене био ван школе, постаје посредник у преговорима. Луис захтева ослобађање свог оца у замену за таоце. Један од дечака, Били, иако је у школи важио за главног насилника, одлично разуме да неће бити пуштени без обзира на све, и зато одлучује са својим другарима да одбију терористе. Док остали одвлаче пажњу разбојника, он успева да напусти школу и, стигавши до најближих снага безбедности, пренесе им податке о броју бандита и њиховој локацији. Једва успева да се врати када је Луис спреман да убије пет талаца не рачунајући њега. У то време, отац другог дечака, Џои, утицајни шеф криминала, контактира Енрикеа Калија, који је у америчком затвору, и тражи од њега да утиче на његовог сина. На очеву молбу, Луис дозвољава Џоију да оде, али он презире свог оца и не жели слободу док су његови пријатељи у животној опасности. Упушта се у борбу са једним од терориста и одузима му оружје, након чега умире од руке другог разбојника. Луис, схватајући да ће инцидент закомпликовати ситуацију, покушава да објасни Паркеру, који је дошао по тело, да се догодила трагична несрећа и тражи да то објасни властима. Међутим, у затвору избија побуна затвореника коју је организовао Џоијев отац, током које је Енрике Кали убијен. Схвативши да је остало још мало времена пре него што Луис сазна шта се догодило, специјалне службе и Паркер, који им се придружио, одлучују да упадну у школу, користећи информације добијене од Билија; у самој школи, Били и остали нагађају о намерама власти, одлучи да удари терористе. Напад почиње, а у исто време Били и његови пријатељи одвлаче пажњу терористима, који се изгубе и умиру од руку снага безбедности. Луис очајнички покушава да разнесе зграду заробљену минама, али Били је већ пронашао детонатор и променио му фреквенцију. Притиском на дугме, Луис само лансира радио-контролисани авион играчку. У бесу, покушава да убије Билија, којег је заробио, али Паркер, који се појавио на време, убија Луиса, спасавајући тинејџера.